# Юстик (село)
Юстик — село в Амурском сельском поселении Усть-Коксинского района Республики Алтай России.

## География
Расположено близ реки Коксы. Примерно в 15 км расположены село Абай и посёлок Тюгурюк.

## История
Образовал село И. Бухтуев. Он построил заимку и начал заниматься пчеловодством. В дальнейшем к нему присоединились другие крестьяне.
В 1929 году в селе была создана сельскохозяйственная артель «Ленинский комсомол», а в 1930 году — сельхозартель «Скотовод». 
За свою историю село входило в состав Красноярского сельсовета, образованного после объединения Красноярского и Тюгурюкского сельсоветов в 1954 году, а также в Абайский сельсовет, объединённый с Красноярским по решению Алтайского крайисполкома № 653 от 5 августа 1959 г.

## Население
| 2010 | 2011 | 2012 | 2013 | 2014 | 2015 | 2016 |
| ---- | ---- | ---- | ---- | ---- | ---- | ---- |
| 311  | →311 | ↘306 | ↘299 | ↗300 | ↘298 | ↗300 |